# Зоєвка
Зо́євка (рос. Зоевка) — село у складі району імені Лазо Хабаровського краю, Росія. Входить до складу Кругликовського сільського поселення.

## Населення
Населення — 180 осіб (2010; 172 у 2002).
Національний склад (станом на 2002 рік):
- росіяни — 85 %